# 徳田球一
徳田 球一（とくだ きゅういち、1894年〈明治27年〉9月12日 - 1953年〈昭和28年〉10月14日）は、日本の政治運動家、共産主義者、革命家、弁護士、政治家。衆議院議員（3期）、戦前の非合法政党時代から戦後初期に至るまでの日本共産党の代表的活動家で、戦後初代の書記長を務めた。徳球の愛称で知られる。

## 来歴

### 生い立ち
沖縄県国頭方名護間切（現：沖縄県名護市）で、鹿児島の豪商の庶子であった父とウチナーンチュの母の間に生まれる。家は沖縄の中にあっては裕福で、「球一」の名は「琉球一の人物」になることを願って付けられた。母方の祖母は高利貸しと泥藍売りを営み、徳田もこの稼業を手伝っていたが、強欲な祖母に反発して「お金を借りてはだめだ」と借りに来た者に対して注意するなど、正義感が強い子供であった。
旧制沖縄県立第一中学校（現：沖縄県立首里高等学校）卒後、医師を目指して旧制第七高等学校に入学するも差別的な扱いに反抗し、経済的な事情もあって退学。1917年（大正6年）2月に上京し、逓信省東京貯金局で働きながら日本大学専門部法律学科の夜間部に通った。1918年米騒動に参加し、山川均のもとへ出入りするようになる。1920年（大正9年）3月に日大を卒業した後、判事検事登用試験に合格し、翌年に弁護士として開業している。

### ソ連との関わり・党再建活動・入獄
1920年に日本社会主義同盟に参加。1921年（大正10年）同年ソビエト連邦を訪問、イルクーツクで開かれた極東諸民族大会に出席した。1922年（大正11年）に帰国後、非合法の日本共産党（第一次共産党）結成に参加し、執行委員に選出される。翌1923年（大正12年）に一斉検挙で逮捕され、第一次共産党は解党を強いられるが、コミンテルンによって党再建の責任者に任命される。1926年（大正15年）2月にモスクワで開かれたコミンテルン会議に出席。1927年（昭和2年）に豊多摩刑務所で受刑した後、再びソ連に渡り、27年テーゼを策定した。
1928年（昭和3年）の第1回普通選挙に労働農民党から出馬（福岡第4区）したが落選（定数4で11人中9位）、直後の2月26日に治安維持法違反で門司駅で逮捕された。これが直後の三・一五事件のはしりとなる。懲役10年の刑を受け、一時は1941年（昭和16年）秋頃に出所できる見込みがあったが、同年5月、治安維持法改正による予防拘禁制度が発足。転向しない者は刑期終了後も刑務所内に設けられた拘禁所で拘禁をすることが可能となり第二次世界大戦中を通じて出所することは叶わなかった。
徳田は国内の刑務所を転々としたが、1934年（昭和9年）12月24日から投獄された極寒の網走刑務所では神経痛を患い、右腕に障害を残したと『獄中十八年』で語っている。第二次世界大戦終戦時には、府中刑務所内の東京予防拘禁所に志賀義雄ら共産党員とともに拘禁されていた。拘禁所では「おやじさん」の尊称で呼ばれていた。

### 出獄・書記長就任

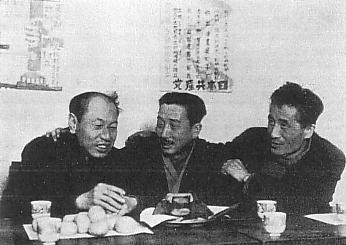
左から、徳田球一・野坂参三・志賀義雄（1945年-1946年撮影）

1945年（昭和20年）10月1日、徳田らの所在がフランス人ジャーナリストのロベール・ギランによって明らかにされた。10月5日、連合国軍最高司令官総司令部（GHQ）の命令に基づき、政治犯を釈放すべき旨を司法省が全国の検事局・刑務所に対し通告した。10月7日の朝には府中刑務所内で朝日新聞の取材に応じている。10月10日、徳田は18年に亘る獄中生活を終えた。出獄した徳田は連合軍を「解放軍」と呼び、GHQへの感謝デモを企画した。
非転向を貫き党内地位を高めた徳田は日本共産党を再建し、同年12月の第4回党大会で書記長に就任する。1946年（昭和21年）には中華民国から帰国した野坂参三と共に衆議院議員に当選（続いて中選挙区の東京3区から以後3期連続当選）。同年、従兄・耕作の未亡人である徳田たつ（旧姓金原）と再婚した。
1947年（昭和22年）の二・一ゼネストに関与したがマッカーサーの指令により中止となり、12月の第6回党大会において徳田は「アメリカ占領軍は、完全にアメリカ帝国軍の執行者になった」と主張し、GHQ・連合軍との蜜月は解消された。翌年には反共主義者による襲撃を受けている。

### コミンフォルム批判・地下活動

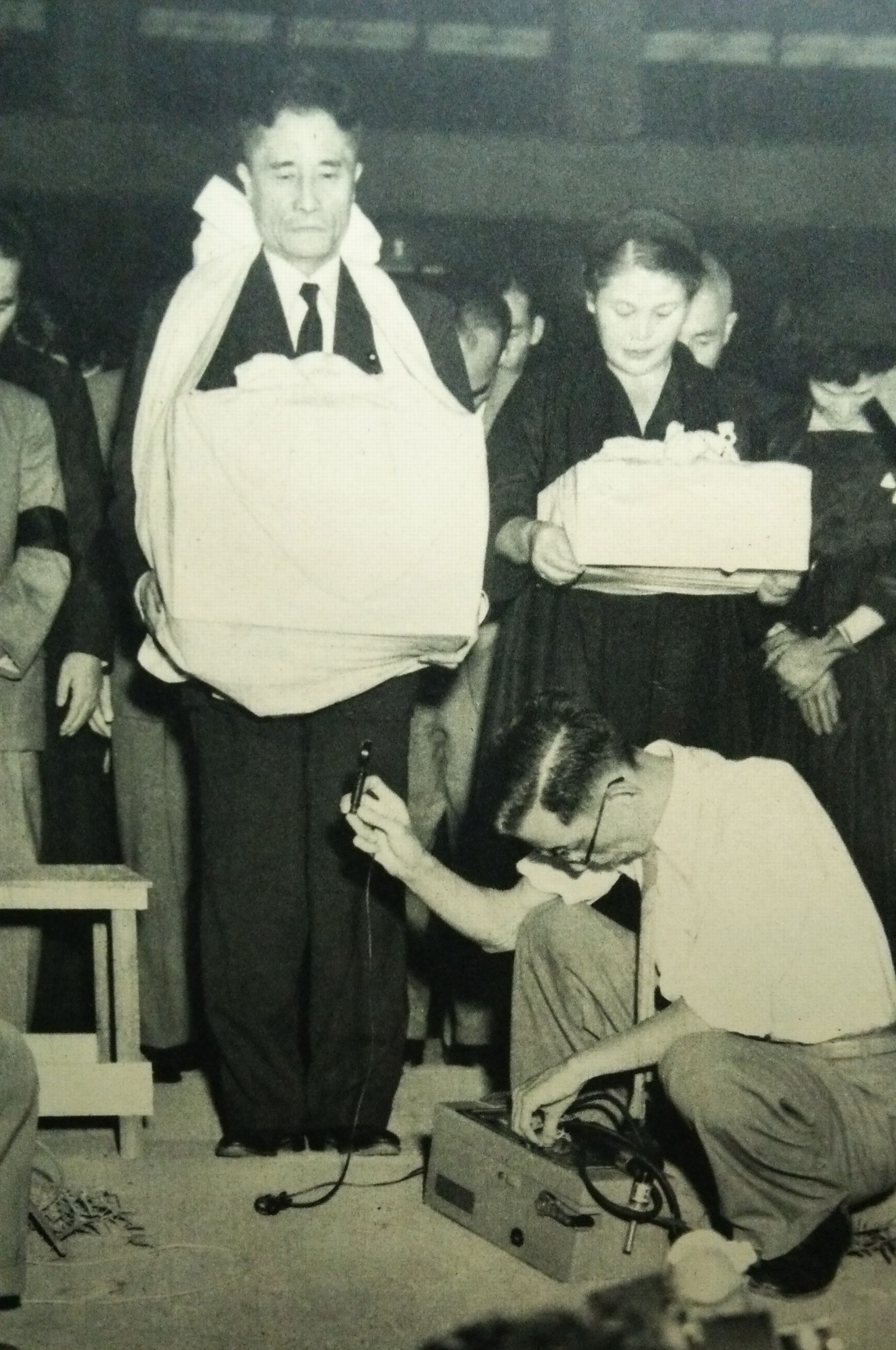
1955年9月17日、徳田の遺骨とともに北京から羽田空港へ戻った志賀義雄（左。右は徳田の妻たつ。）。

1950年（昭和25年）1月6日、日本共産党の平和革命路線を批判するコミンフォルムの論文「日本の情勢について」が『恒久平和のために人民民主主義のために!』に掲載された。これに対して「『日本の情勢について』 に関する所感」を発表して反論した徳田ら党執行部は、コミンフォルム批判の積極的受け入れを主張した宮本顕治らと対立した（所感派・国際派の項を参照）。ただし、中国共産党からの批判も受け、1月18日から開かれた第18回拡大中央委員会においてはコミンフォルム批判の積極的意義を認める決議が出されている。
同年2月には徳田要請問題が発生し、その後徳田は衆参両院の委員会で証人喚問を受けている。
6月6日に公職追放を受け（レッドパージ）、7月15日には団体等規正令に基づく出頭命令を拒否した団規令事件で逮捕状が出されたため、地下に潜行した。同年8月には、宮本ら国際派がコミンフォルムから批判されて徳田らの所感派が名実ともに主流派となるが、このとき徳田は糖尿病その他合併症により余命4年という健康状態であったため、10月に大阪港から中華人民共和国に亡命した。

### 武装闘争の指示・客死

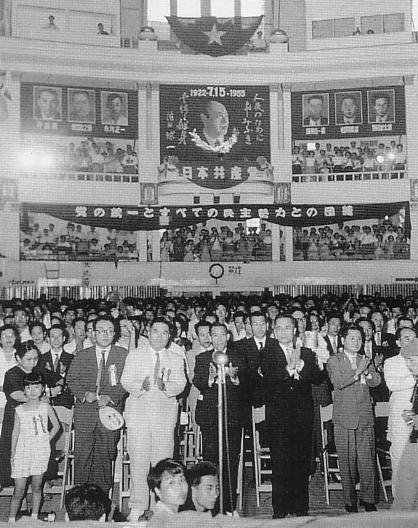
1955年7月15日の日本共産党33周年記念式の様子。徳田の肖像が中央に掲げられている。

亡命先の北京では、北京機関または德田機関と呼ばれる非公然の日本共産党指導部を組織し、ソ連や中国の意向に沿った武装闘争方針を掲げた。
徳田は1951年4月には野坂参三・西沢隆二らとともにモスクワに赴き、綱領案を作成した。この綱領案は、同年10月に第五回全国協議会で承認を受け、暴力革命必然論に基づく日本共産党の武装闘争が明文化された（51年綱領）。徳田はその後も1952年に開設された地下放送の「自由日本放送」を通じて亡命先から武装闘争方針を指示した。しかし、やがて北京機関内部では国際派との妥協を唱える野坂参三 ・西沢隆二らとの対立が表面化する。1951年（昭和26年）7月には徳田は自己批判をおこなっている。
1952年（昭和27年）9月末に入院、まもなく意識不明の重体となった。1953年（昭和28年）、脳細胞血管の痙攣のため北京で病死。徳田の死は1955年7月まで公表されなかった。同年9月13日に北京で開催された徳田の追悼大会には3万人が参列した。

## 墓所・記念碑

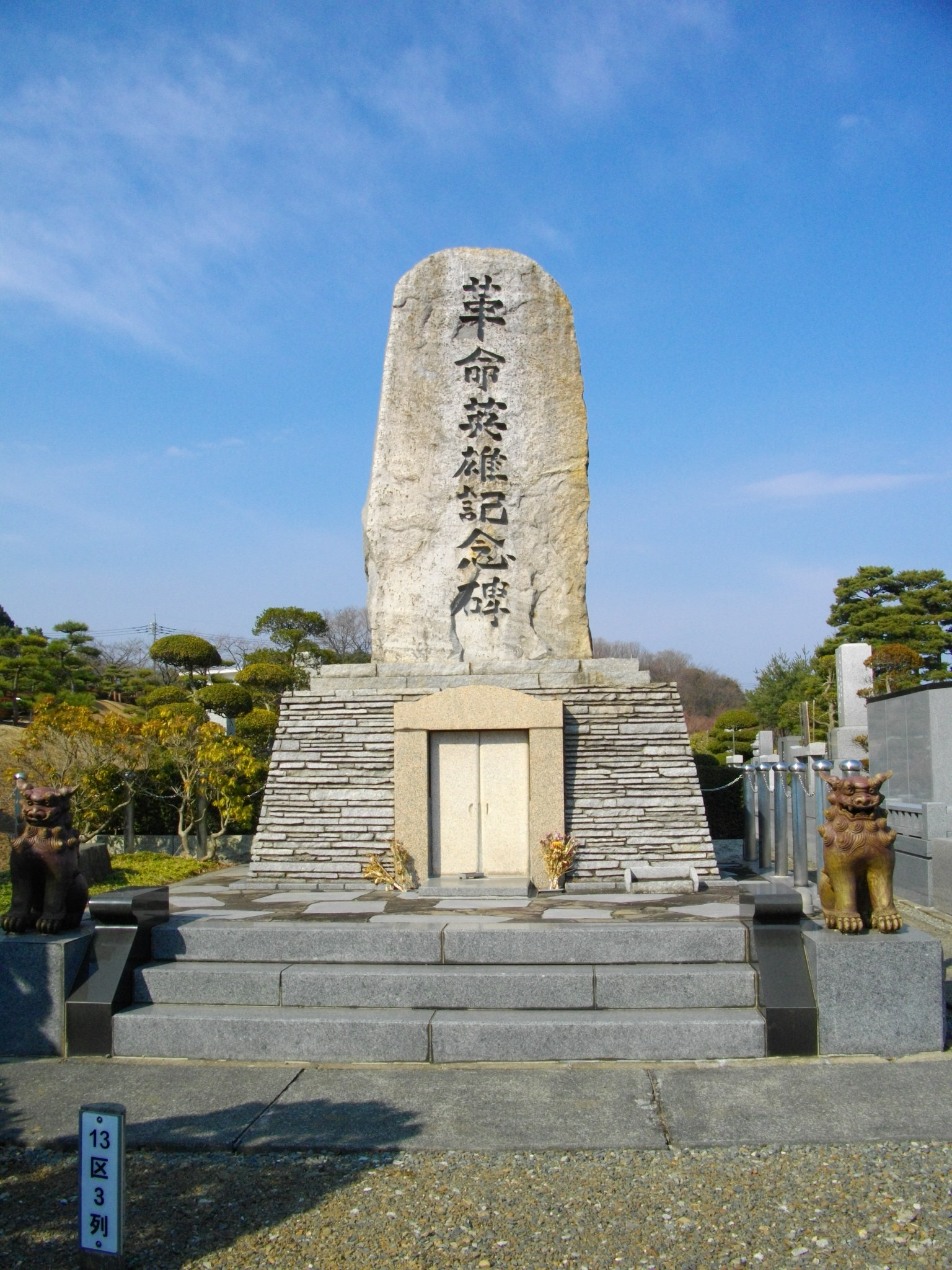
革命英雄記念碑（東京霊園）

墓は東京都府中市多磨霊園、東京都港区青山霊園の「解放運動無名戦士墓」に分骨されている。多磨霊園の墓には毛沢東が徳田の死に際して贈った告別題詞である「永垂不朽」の字が刻まれ、墓碑銘の文字は周恩来が書いたものである。葬儀の際には「徳田球一同志永垂不朽」と毛沢東自身が揮毫した横断幕が中国側から贈られていたが、渡部富哉によると現在は行方不明になっている。これを含め、徳田の関係資料を日本共産党は廃棄処分とし、現在も所在が不明のものがほかにもある。
徳田の出身地である名護市のガジュマル公園には、功績を記念して市によって記念碑が建立されている。記念碑には肖像のレリーフとともに「為人民無期待献身（人民のために期待することなく献身する）」と彫刻されており、かつて徳田が好んで使い書いた言葉である。この記念碑は1998年に公費によって建てられたが、建立に際しては自民党、公明党、日本社会党なども党派を越えて賛成をしたが、日本共産党は態度を保留した。 
この他、八王子市の東京霊園には「革命英雄記念碑」があり、徳田の功績を讃えている。これは日本共産党（行動派）が独自に建てたものである。なお、徳田の妻、たつは後年日本共産党を除名され、日本共産党（行動派）に合流し、同じく除名された渡辺政之輔の妻、丹野セツと共に「徳田・渡政会」を結成、相談役となった。

## 人物評

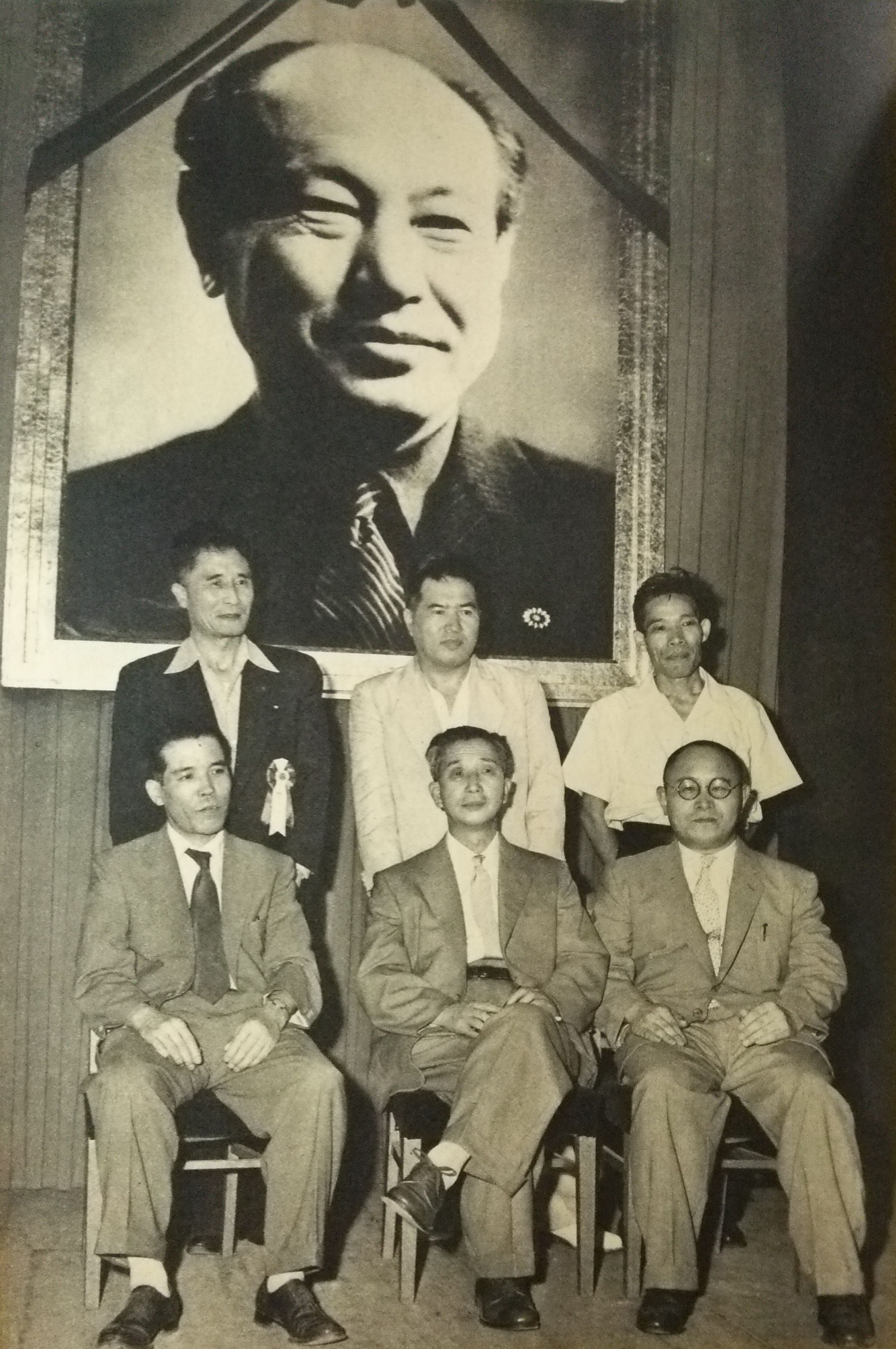
徳田の遺影を囲む共産党指導者ら（1955年8月）。
（前列左から、志田重男、野坂参三、紺野与次郎。後列左から、志賀義雄、宮本顕治、春日正一）

「獄中18年」という経歴から共産党支持者から英雄視され、親しみやすい人柄で「徳球（とっきゅう）」のニックネームがあった一方、党内で「オヤジ」「徳田天皇」と呼ばれるような家父長的（親分子分的）指導体制であったという批判もある。特に、文化運動では、娘婿の西沢隆二の方針を支持し、〈ダンス至上主義〉といわれるほど社交ダンスを運動のなかにもちこんだ（その実態は徳永直の小説、『静かなる山々』にも描かれている）。また、宮本百合子は、1949年に、小説家を軽んじる徳田の方針に対する意見書を提出している。ただし、北京への渡航後は国際派への妥協を主張した西沢と対立し、伊藤律の回想によると「おれは長年獄中にいて世間にうといから、西沢にやわらかくほぐすよう助言させてきた。しかし、それはブルジョア思想でおれを毒する危険な協力だった。彼のため、もう一歩で一生を誤るところだった。彼と野坂（参三）は同じ思想だ。彼を日本へ帰してしまおう」と絶縁を言明した。しかし西沢の送還は実現しなかった。
吉田茂とは政治的立場において全く相容れないものがあったが、意外にも人間的にはウマが合う間柄だったようである。吉田は晩年、随筆「大磯の松籟」で　｢共産党の徳田球一君は、議会で私を攻撃する時はまことに激しい口調であるが、非常にカラッとした人で、個人的には好きな型の人であった。敵ながら、愉快な人物であった」と述べている。
　また、第1次吉田内閣で大蔵大臣を務めていた石橋湛山（東洋経済新報社にて主幹・社長を歴任したジャーナリスト。第55代内閣総理大臣）も好意的な印象を抱いていた。

## 日本共産党における評価
宮本顕治が党首となり、1966年に中国共産党と袂を分かって「自主独立の党」を標榜するようになった後の日本共産党においては「1950年から1955年にかけて徳田球一と野坂参三の分派がソ連や中国の言いなりとなって武装闘争路線を持ち込もうとしたが、宮本顕治はこれに反対した」「50年問題でソ連など干渉者の指揮のもとに誤った道に踏み込んだのは党中央の一部の幹部、徳田・野坂分派に属するごく少数の者にとどまる」「50年問題を経て党は自主独立の立場を確立した」という立場をとっているため、徳田球一は否定的に扱われている。
またそれ以前、依然日本共産党が中国共産党やソ連共産党の影響下にあった時代の1955年（昭和30年）の第6回全国協議会（六全協）でも徳田球一は厳しく批判されている。六全協は徳田が個人的な感情で伊藤律などの側近ばかりを偏重し、同志たちを広く公平に登用しなかったとして「家父長的な個人中心指導の誤り」を犯したと批判した。

## 文献

### 著書
- 『天皇制の打倒 : 人民共和政府の樹立』文苑社、1946年2月20日。NDLJP:3857173。
- 『組織問題について』暁書房、1946年6月。
- 『日本の産業と農業の將來』日本共産黨出版部、1947年3月30日。NDLJP:1065667。
- 『共産黨は彈劾する! : 徳田球一議會演説集』日本青年共産同盟出版部、1948年。
- 『わが思い出 第1部 (ゴビの砂漠をゆく,動乱の中国にて)』東京書院、1948年11月。
- 『國會演説集』中城龍雄、1949年。
- 中城龍雄 編『内外情勢と日本共産黨の任務 : 書記長報告集』真理社、1949年2月。
- 『私は何を要請したか : 参議院引揚特別委員会の証言より』日本共産党出版局、1950年5月。
- 『党生活の刷新のために』日本共産党出版部、1950年1月。
- 『日本共産黨三十周年に際して』民主新聞社、1952年8月。
- 『祖国解放のために : 日本共産党創立三十周年にさいして』駿台社、1952年8月1日。NDLJP:2990699。
- 『利根川水系の綜合改革 : 社会主義建設の礎石』駿台社、1952年8月。
- 『日本共産党の新綱領の基礎』国民通信社、1952年。

### 共著
- 志賀義雄『獄中十八年』時事通信社、1947年2月。
- 『若い人々え』共同図書出版社、1948年。
- 九州評論社編集部 編『私の青春時代』九州評論社、1948年8月。
- 山邊健太郎 編『黨生活』日本勞農通信社、1948年12月。
- 『国家とむすぶ独占資本の腐敗 . 戦後のフアッシズム . 民族問題について . 共産主義とモラル』三一書房、1949年。
- 日本共産黨宣傳教育部 編『民族の危機と斗う : 第三・第四国会演説集』日本共産党出版部、1949年2月。
- 松筠譯『徳田球一自傳』世界知識出版社、1955年。

### 関連文献
- 『徳田球一全集』（五月書房、1985-1986年） ISBN 4772700242（1）、ISBN 4772700250（2）、ISBN 4772700269（3）、ISBN 4772700277（4）、ISBN 4772700285（5）、ISBN 4772700293（6）
- 『沖繩自身との対話・徳田球一伝』沖縄タイムス社、1980年。
- 徳田球一顕彰記念事業期成会 編『記念誌・徳田球一』徳田球一顕彰記念事業期成会、2000年12月。ISBN 4876523967。